# Нисикава, Сюсаку
Сюса́ку Нисика́ва (яп. 西川 周作 Нисикава Сю:саку, род. 18 июня 1986, Уса, Оита) — японский футболист, вратарь клуба «Урава Ред Даймондс» и сборной Японии.

## Карьера
Нисикава прошёл юношескую систему клуба «Оита Тринита» и был зачислен в первую команду в 2005 году. Дебютировал в Джей-лиге 2 июля 2005 в матче против «Йокогама Ф. Маринос». После вылета «Триниты» во второй дивизион, 30 декабря 2009 года подписал контракт с клубом «Санфречче Хиросима».

## Сборная
За Сборную Японии дебютировал в 2010 году. В её составе стал победителем Кубка Азии 2011. Сыграл за Сборную Японии 23 матча.